# Микрюков, Виктор Матвеевич
Виктор Матвеевич Микрюков (20 октября 1807 — 6 мая 1875) — вице-адмирал (01.01.1868) русского императорского флота, герой покорения Кавказа, Синопского сражения и обороны Севастополя.

## Биография
Родился 20 октября 1807 года, был сыном капитан-командора Матвея Степановича Микрюкова. После получения домашнего образования Микрюков поступил на службу в Черноморский флот и по сдаче экзамена 22 марта 1822 года был произведён в гардемарины.

### Морская карьера
С того времени Микрюков плавал на разных судах по Чёрному морю и 27 февраля 1826 года был произведён в мичманы.
Приняв участие в войне с турками, Микрюков, будучи офицером корабля «Иоанн Златоуст», в 1828 году за отличия при взятии Анапы и блокаде Варны получил свой первый орден — Святой Анны 4-й степени с надписью «За храбрость». В кампании следующего года Микрюков был в нескольких морских стычках с турецкими кораблями и за сожжение под Пендераклией вражеского фрегата был награждён орденом Святой Анны 3-й степени с бантом.
В 1830 году Микрюков участвовал в морской перевозке войск из Варны в Херсон и Николаев. В последующие годы он продолжал крейсирование в Чёрном море, на бриге «Ганимед» плавал у абхазских берегов, где неоднократно принимал участие в стычках с горцами; 25 июня 1831 года он за отличие при занятии Геленджикской бухты был произведён в лейтенанты и далее вплоть до 1838 года командовал транспортом «Подобный». В 1839—1842 годах командовал люгером «Глубокий». 1 января 1843 года получил чин капитан-лейтенанта и последовательно проходил службу на фрегате «Сизополь», кораблях «Уриил» и «Варшава».
Получив в 1845 году в комнадование пароход «Дарго», Микрюков ходил на нём по разным черноморским портам. 23 апреля 1850 года он был произведён в капитаны 2-го ранга. 26 ноября того же года Микрюков за участие в 18 полугодовых морских кампаниях был награждён орденом Святого Георгия 4-й степени (№ 8589 по кавалерскому списку Григоровича — Степанова). В 1850—1851 годах командовал корветом «Орест» и в 1852 году был назначен командиром корабля «Чесма» и 33-го флотского экипажа.

### Крымская война
Перед началом Крымской войны, Микрюков участвовал в перевозке из Херсона в Грузию 13-й пехотной дивизии, назначенной на усиление войск Отдельного Кавказского корпуса.
Вернувшись в Севастополь, корабль «Чесма» под командованием Микрюкова был включён Нахимовым в отряд, вышедший к Синопу для истребления турецкого флота. Во время сражения этот корабль шёл последним в правой колонне. В донесении о сражении П. С. Нахимов отметил: «Корабль „Чесма“ (капит. 2-го ранга Микрюков) до взрыва неприятельского фрегата „Навек-Бахри“ действовал также по нём и по батареям № 4 и № 3, потом, поворотившись к батареям, срыл обе». Далее сообщается, что за время боя на «Чесме» было выпущено более полутора тысяч снарядов. Корабль получил только в корпус два десятка пробоин, серьёзно были повреждены такелаж и почти полностью разрушена кормовая надстройка. 18 декабря 1853 года Микрюков, за отличие в этом сражении, был произведён в капитаны 1-го ранга.
После затопления Черноморского флота у входа в Севастопольскую бухту, Микрюков 18 сентября 1854 года приказом В. А. Корнилова был назначен командиром 2-го морского батальона и руководил оборонительными действиями на 1-м и 2-м бастионах. Уже в начале осады Микрюков был контужен осколками бомбы в голову и плечо и награждён орденом Святого Владимира 3-й степени. В 1855 году Микрюков состоял начальником 2-го оборонительного отделения Севастополя и располагался на 4-м бастионе. 16 ноября 1855 года Микрюков был награждён орденом Святого Георгия 3-й степени (№ 496 по кавалерским спискам)
В воздаяние подвигов отличной храбрости, необыкновеннаго хладнокровия и деятельной распорядительности, оказанных 27 августа, во время последняго штурма Севастопольских укреплений, где при отступлении, оставляя последним вверенное отделение обороны, взорвал под личным надзором пороховые погреба.

### На Каспийской флотилии

Бюст Микрюкова на Аллее Героев в Феодосии.

После окончания Крымской войны, Микрюков некоторое время оставался на Чёрном море. В 1857 году он был назначен состоять при Астраханском порте и в следующем году он, командуя пароходом «Тарки», перевозил войска из Астрахани в Петровский порт. Затем командовал отрядом судов в Каспийском море.
23 апреля 1861 года Микрюков был произведён в чин контр-адмирала с назначением младшим флагманом Каспийской флотилии. За время службы на Каспии Микрюков был пожалован орденами Святого Станислава 1-й степени (в 1864 году) и Святой Анны 1-й степени с мечами (в 1866 году), а также крестом за службу на Кавказе (в 1865 году).
9 июня 1867 года Микрюков был назначен состоять при Черноморской флотилии и 1 января 1868 года произведён в чин вице-адмирала. 6 сентября 1873 года он был зачислен во 2-й Черноморский экипаж.
Скончался 6 мая 1875 года и был погребен в Александро-Невском соборе Феодосии. Усыпальница находилась в нижнем цокольном этаже, а табличка с описаниями подвигов была вмонтирована в колонну правого клироса. Собор был разрушен в 1933 году и могила адмирала утеряна.

## Награды
- Орден Святой Анны 4-й степени (1828)

- Орден Святой Анны 3-й степени с бантом (15.07.1829)

- Орден Святого Георгия 4-й степени за участие в 18 морских кампаниях (26.11.1850)

- Орден Святого Владимира 3-й степени (1854)

- Орден Святого Георгия 3-й степени (16.11.1855)

- Орден Святого Станислава 1-й степени (1864)

- Орден Святой Анны 1-й степени с мечами за отличие в Кавказской войне (1866)